# Mamou, Louisiana
Mamou är en ort i Evangeline Parish i delstaten Louisiana, USA.